# Carmen Martínez (sindicalista)
Carmen Martínez (Alacant, segle xix - segle XX) fou una cigarrera i sindicalista valenciana.

## Biografia
La Fàbrica de Tabac d'Alacant, la més important de la ciutat, tenia unes 5.000 treballadores a finals del segle xix. La introducció de maquinària va suposar la reducció de la mà d'obra (3.480 obreres el 1906) i protestes continuades: el 1908, en un amotinament, les cigarreres cremaren unes màquines. Malgrat tot, la reducció del nombre de treballadores i els salaris baixos continuaren (el 1913 la fàbrica només tenia 2.800 obreres).
Front a aquesta situació, el 1910 es crea La Feminista, sindicat femení en què predominaven les cigarreres i que formava part de la Casa del Poble d'Alacant. En aquesta organització, que va intervenir en mítings i manifestacions de l'1 de maig, va participar Carmen Martínez. Cap al 1918 les cigarreres alacantines es coordinaren amb les treballadores d'altres fàbriques d'Espanya. El 1919 es creà La Unió Tabacalera, Secció d'Alacant de la Federació Tabaquera Espanyola, que organitzà vagues i envià ajuda a altres fàbriques en vaga. Carmen Martínez figurà en la directiva d'aquesta Secció Tabaquera alacantina. El juliol de 1920, en companyia d'altres representants de la fàbrica d'Alacant com Remedios García o el socialista Àngel Martínez, assistí al Congrés de la Federació Tabaquera a Madrid.
En els anys vint augmentà la mà d'obra en la fàbrica (cap al 1925 n'eren 6.000), una de les reivindicacions de les cigarreres. Carmen Martínez va assistir a diversos congressos i va figurar en les comissions ponents de la Federació Tabaquera. Segons La Raza Íbera (2 de febrer de 1929), aquesta obrera era una de les millors defensores i propagandistes de la Secció d'Alacant i de la Federació Espanyola, i «una incansable lluitadora per la causa societària».